# Ibbesjön
Ibbesjön är en sjö i Tidaholms kommun i Västergötland och ingår i Motala ströms huvudavrinningsområde. Sjön har en area på 0,0621 kvadratkilometer och ligger 243,1 meter över havet.

## Delavrinningsområde
Ibbesjön ingår i det delavrinningsområde (644194-139923) som SMHI kallar för Utloppet av Alvasjön. Avrinningsområdets medelhöjd är 253 meter över havet och ytan är 9,96 kvadratkilometer. Det finns inga delavrinningsområden uppströms utan avrinningsområdet är högsta punkten. Vattendraget som avvattnar avrinningsområdet har biflödesordning 3, vilket innebär att vattnet flödar genom totalt 3 vattendrag innan det når havet efter 193 kilometer. Delavrinningsområdet består mestadels av skog (67 procent). Avrinningsområdet har 1,53 kvadratkilometer vattenytor vilket ger det en sjöprocent på 15,4 procent.